# Stokesosaurus
Stokesosaurus (Stokes ödla) var ett släkte köttätande dinosaurier som tros tillhöra infraordningen coelurosaurier, och överfamiljen tyrannosauroider. Det var i så fall en av de första, tillsammans med det kinesiska släktet Guanlong. Stokesosaurus levde i Nordamerika under jura, någon gång för 157 - 150 miljoner år sedan.

## Beskrivning
Stokesosaurus var ungefär fyra meter lång, och hade troligen samma drag som andra tidiga tyrannosauroider, det vill säga välutvecklade framben med 3-fingrade händer, och ett inte fullt så massivt huvud som släktena inom Tyrannosauridae.